# Alt Comissionat per a l'Agenda 2030
L'Alt Comissionat per a l'Agenda 2030 és un òrgan unipersonal del Govern d'Espanya, dependent orgànicament de la Presidència del Govern, encarregat de la coordinació d'actuacions per al compliment de l'Agenda 2030 de l'Organització de les Nacions Unides.
Des del 7 de juliol de 2018 l'Alta comissionada és Cristina Gallach Figueres, una periodista i experta en relacions internacionals qui anteriorment va exercir com Secretària General Adjunta per a la Comunicació i la Informació Pública de la ONU.

## Funcions
Les funcions de l'Alt Comissionat es regulen en l'article 11 del Reial decret 419/2018, i són:
- Realitzar el seguiment de les actuacions dels òrgans competents de l'Administració General de l'Estat per al compliment dels objectius de desenvolupament sostenible i l'Agenda 2030.
- Impulsar l'elaboració i desenvolupament dels plans i estratègies necessaris per al compliment per Espanya de l'Agenda 2030.
- Avaluar, verificar i difondre el grau d'avanç en el compliment dels objectius de l'Agenda 2030.
- Col·laborar amb el Ministeri d'Afers exteriors, Unió Europea i Cooperació en la interlocució internacional d'Espanya en matèria d'implantació global de l'Agenda 2030.
- Impulsar l'elaboració dels sistemes d'informació i estadística necessaris per a acreditar els avanços en la consecució dels objectius de l'Agenda 2030.

## Estructura
Dependent de l'Alt Comissionat, i integrat en el Gabinet de la Presidència, existeix una Oficina de l'Alt Comissionat per a l'Agenda 2030, amb rang de direcció general per donar suport tècnic a l'Alt comissionat.

### Oficina de l'Alt Comissionat
- Director de l'Oficina: Federico Buyolo García[3]
- Assessora especial: Isabel Garro Hernández
- Assessors:
- : Jorge Solana Crespo
- : Belén Crespo Sánchez
- : Pilar Baselga Bayo
- : Álvaro Gallego Peris
- : Alba Ambrós Coso
- Directora de Comunicació: Natalia Pastor Aguirrezabal
- Cap de la Secretaria: Gemma Botello Ortega
- Cap Adjunta de la Secretaria: Encarnación González Colinas

## Consell de Desenvolupament Sostenible

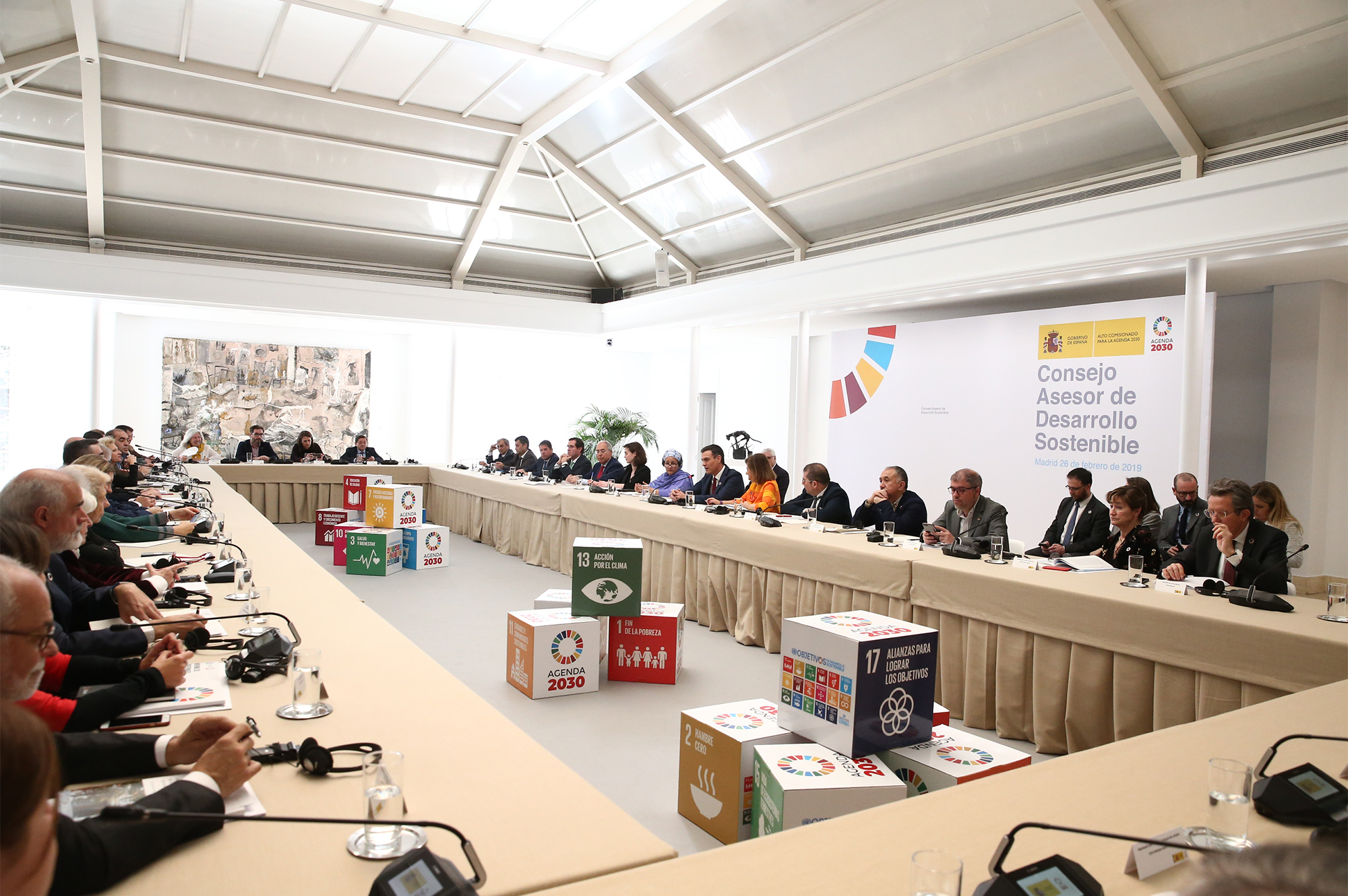
Acte de presentació del Consell al que va assistir el president Pedro Sánchez, la sotssecretària general de l'ONU Amina J. Mohammed i l'alta comissionada Cristina Gallach.

El Consell de Desenvolupament Sostenible és un òrgan assessor, de col·laboració i facilitador de la participació de la societat civil en el compliment dels Objectius de Desenvolupament Sostenible i l'Agenda 2030 adscrit a l'Oficina de l'Alt Comissionat per a l'Agenda 2030. Va ser creat el 23 de febrer de 2019.
El Consell s'encarrega d'assessorar a l'Alt Comissionat en l'elaboració i implementació dels plans i estratègies necessaris per al compliment de l'Agenda 2030, de generar documents i anàlisis sobre aspectes de la implementació per a la consecució de l'Agenda 2030, de contribuir a la divulgació i comunicació de l'Agenda 2030 al conjunt de la ciutadania espanyola i d'impulsar el diàleg entre tots els agents socials, econòmics i culturals per contribuir a la consecució dels Objectius de Desenvolupament Sostenible.
El Consell de Desenvolupament Sostenible posseeix dos òrgans principals de treball, el Ple i la Comissió Permanent. La Presidència del Consell l'ostenta l'Alt Comissionat i comptarà amb quaranta-vuit membres representants de la societat civil i dos representants de l'òrgan de cooperació interterritorial per a la implementació de l'Agenda 2030. El Director de l'Oficina de l'Alt Comissionat exerceix les funcions de secretari.

## Llista d'Alts Comissionats
- Cristina Gallach Figueres (7 de juliol de 2018-2020)[5][6]